# Nationaal park Kundelungu
Het Kundelungu Nationaal Park is een nationaal park in Opper-Katanga, Democratische Republiek Congo. Het park werd nog gesticht tijdens het koloniale tijdperk van Belgisch-Congo, maar kreeg de status van nationaal park bij verordeningen 70-317 van 30 november 1970 en 75-097 van 1 maart 1975.
Het park is 7.600 km² groot, en heeft een opeenvolging van hoge plateaus en savanneheuvels op een hoogte van 1.200 tot 1.700 meter. Het is beroemd om de Lofoï-watervallen, op een zijrivier van de Lufira-rivier.

## Upemba-Kundelungu National Park Complex
Het Kundelungu-park vormt samen met het Nationaal park Upemba en aangevuld met enkele verbindingszones en vier aangrenzende jachtreservaten het Upemba-Kundelungu National Park Complex. Dit uitgestrekte gebied, ongeveer zo groot als Nederland, herbergde oorspronkelijk een grote natuurlijke rijkdom met omvangrijke populaties olifanten, buffels, leeuwen, luipaarden, zwarte neushoorns, zebra's en antilopen, in een gevarieerd landschap van meren, watervallen, bossen en savanne. Helaas wordt die natuur bedreigd, onder meer door stropers. Grote dieren zijn vrijwel verdwenen. De zandwinning zou echter afgenomen zijn.
Sedert 2017 wordt het Congolees Instituut voor Natuurbehoud (ICCN) door de IUCN en de Europese Unie gesteund om te redden wat nog te redden valt.